# 黄花大苞兰
黄花大苞兰（学名：Sunipia andersonii）为兰科大苞兰属下的一个种。也称台湾堇兰、绿花宝石兰、黄花堇兰。